# Drymonia antherocycla
Drymonia antherocycla är en tvåhjärtbladig växtart som beskrevs av Leeuwenb.. Drymonia antherocycla ingår i släktet Drymonia och familjen Gesneriaceae. Inga underarter finns listade i Catalogue of Life.